# Markus Kaasa
Markus André Kaasa (15 luglio 1997) è un calciatore norvegese, centrocampista del Molde.

## Carriera

### Club
Kaasa è cresciuto nelle giovanili dell'Hei. Con questa maglia, tra il 2012 ed il 2013, ha collezionato 10 presenze e 2 reti in 4. divisjon, quinto livello del campionato norvegese.
Nel 2014 è stato ingaggiato dall'Odd, che lo ha aggregato alle proprie giovanili. A partire dalla stagione 2015, gli è stato assegnato un numero di maglia in prima squadra, ma non ha giocato alcun incontro ufficiale per due anni.
Il 26 aprile 2017 ha esordito per l'Odd, subentrando a Fredrik Oldrup Jensen nella vittoria per 0-10 sulla sua ex squadra dell'Hei, in una sfida valida per il primo turno del Norgesmesterskapet. Il 5 novembre 2017 è arrivato invece il debutto in Eliteserien, quando è stato titolare nella sconfitta casalinga per 0-5 contro lo Stabæk.
Il 16 maggio 2018 ha siglato il primo gol nella massima divisione norvegese, nel 5-0 sul Sandefjord. Il 24 maggio successivo ha rinnovato il contratto che lo legava all'Odd, fino al 31 dicembre 2021. Il 27 agosto seguente, in occasione vittoria per 0-1 in casa dello Start, ha subito un infortunio al ginocchio che gli ha fatto terminare la stagione anzitempo. È rientrato in campo a marzo 2019.
Il 10 settembre 2020 ha ulteriormente prolungato il contratto che lo legava all'Odd, fino al 31 dicembre 2024.
Il 17 gennaio 2022, Kaasa è passato al Molde, per cui ha firmato un contratto valido fino al 31 dicembre 2025.

### Nazionale
Kaasa conta 3 presenze per la Norvegia under 15.

## Statistiche

### Presenze e reti nei club
Statistiche aggiornate al 17 gennaio 2022.
| Stagione   | Club       | Campionato | Campionato | Campionato | Coppe nazionali | Coppe nazionali | Coppe nazionali | Coppe continentali | Coppe continentali | Coppe continentali | Supercoppe | Supercoppe | Supercoppe | Totale | Totale |
| Stagione   | Club       | Comp       | Pres       | Reti       | Comp            | Pres            | Reti            | Comp               | Pres               | Reti               | Comp       | Pres       | Reti       | Pres   | Reti   |
| ---------- | ---------- | ---------- | ---------- | ---------- | --------------- | --------------- | --------------- | ------------------ | ------------------ | ------------------ | ---------- | ---------- | ---------- | ------ | ------ |
| 2012       | Hei        | 4D         | 2          | 0          | CN              | 0               | 0               | -                  | -                  | -                  | -          | -          | -          | 2      | 0      |
| 2013       | Hei        | 4D         | 8          | 2          | CN              | 0               | 0               | -                  | -                  | -                  | -          | -          | -          | 8      | 2      |
| Totale Hei | Totale Hei | Totale Hei | 10         | 2          |                 | 0               | 0               |                    | -                  | -                  |            | -          | -          | 10     | 2      |
| 2015       | Odd        | ES         | 0          | 0          | CN              | 0               | 0               | UEL                | 0                  | 0                  | -          | -          | -          | 0      | 0      |
| 2016       | Odd        | ES         | 0          | 0          | CN              | 0               | 0               | UEL                | 0                  | 0                  | -          | -          | -          | 0      | 0      |
| 2017       | Odd        | ES         | 1          | 0          | CN              | 1               | 0               | UEL                | 0                  | 0                  | -          | -          | -          | 2      | 0      |
| 2018       | Odd        | ES         | 18         | 1          | CN              | 4               | 0               | -                  | -                  | -                  | -          | -          | -          | 22     | 1      |
| 2019       | Odd        | ES         | 22         | 2          | CN              | 4               | 0               | -                  | -                  | -                  | -          | -          | -          | 26     | 2      |
| 2020       | Odd        | ES         | 29         | 2          | -               | -               | -               | -                  | -                  | -                  | -          | -          | -          | 29     | 2      |
| 2021       | Odd        | ES         | 30         | 2          | CN              | 2               | 0               | -                  | -                  | -                  | -          | -          | -          | 32     | 2      |
| Totale Odd | Totale Odd | Totale Odd | 100        | 7          |                 | 11              | 0               |                    | 0                  | 0                  |            | -          | -          | 111    | 7      |
| 2022       | Molde      | ES         | 0          | 0          | CN              | 0               | 0               | UECL               | 0                  | 0                  | -          | -          | -          | 0      | 0      |
| Totale     | Totale     | Totale     | 121        | 9          |                 | 11              | 0               |                    | 0                  | 0                  |            | -          | -          | 132    | 9      |

## Palmarès

### Club

#### Competizioni nazionali
- Campionato norvegese: 1

Molde: 2022
- Coppa di Norvegia: 2

Molde: 2021-2022, 2023